# 1986年热带风暴达尼埃尔
热带风暴达尼埃尔（英語：Tropical Storm Danielle）是1986年大西洋飓风季中唯一经过加勒比海的热带风暴。系统的持续时间较短，于9月7日在小安的列斯群岛南部以东发展形成，之后逐渐增强，达到风力时速95公里的最高强度后经过圣文森特和格林纳丁斯，雨带从圣文森特岛上空掠过并产生接近飓风强度阵风。气旋继续西进，最终在吸收南美洲北部的干燥空气后于9月10日消散。
面对风暴威胁，巴巴多斯、圣文森特和格林纳丁斯发布烈风警告，巴巴多斯测得时速64公里的阵风。大风在圣文森特岛引发大面积停电，农作物也因暴雨受损。气旋过去数周后，又有另一个天气系统在该国产生降水，同达尼埃尔一起造成价值930万美元（1986年美元）的破坏。风暴造成部分民居被毁，142人只能暂时住进避难所，共有436套住宅受到一定程度影响。气旋的外围雨带在千里达及托巴哥引发洪灾和泥石流。更偏西面的牙买加也一度受到达尼埃尔威胁，但风暴在袭击该岛前便已消散。

## 气象历史
9月1日左右，有东风波离开非洲西海岸进入大西洋。系统以中等速度在热带大西洋上空逐渐西进，再于9月6日加速至每小时37公里。9月7日清晨，东风波沿线发展出热带低气压，气象机构根据卫星图像估计气旋很快就在小安的列斯群岛的格林纳达东南偏东方向约620公里海域增强成热带风暴，于是以“达尼埃尔”（Danielle）为其命名。
9月8日，飞入风暴的飓风猎人侦察机测得的持续风速为每小时95公里，最低气压1000毫巴（百帕，29.53英寸汞柱）。气象部门起初预计达尼埃尔会进一步强化，经过圣文森特和格林纳丁斯期间，气旋中心北侧雨带中的风速已接近飓风标准，这片雨带便是从圣文森特岛上空掠过。在最高强度下保持约18小时后，行进至加勒比海东部的达尼埃尔开始因南美洲北部的干燥空气侵入而弱化。气旋沿南美大陆北海岸平行移动，环流和对流逐渐分离。9月9日晚，风暴降级成热带低气压，再于次日在加勒比地区西部完全消散。热带风暴埃尼埃尔是1986年间加勒比海仅有的热带气旋。

## 防灾措施和影响
风暴进入小安的列斯群岛海域前，当地收到小型船隻勸諭，随后巴巴多斯、圣文森特和格林纳丁斯也接获烈风警告。面对气旋威胁，圣文森特岛上的学校、企业、商铺和主要民用机场被迫关闭。更偏西侧的牙买加也一度受到达尼埃尔的威胁，该国政府因此发布热带风暴观察预警。牙买加曾于两个月前因热带风暴安德鲁的前身导致49人遇难，为避免悲剧重演，牙买加政府将两个小岛上的渔民转移，以防万一。
经过小安的列斯群岛期间，风暴的雨带直接袭击圣文森特岛并产生接近飓风强度的阵风。狂风导致岛上大面积停电，超过30套房屋的屋顶被毁，该国的农作物也因狂风暴雨遭受重创。气旋过去12天后，圣文森特和格林纳丁斯又遭遇另一场强烈风暴袭击，两场风暴一共引起价值930万美元（1986年美元）的破坏，其中大部分是农作物受损。约有40%的香蕉作物不是被毁便是严重受创，无法继续栽培，另有8.3平方公里其它种类作物受严重影响。两场风暴一共致使120只动物死亡，但没有造成人命損失。除农作物受损外，两场风暴还造成上百套房屋被毁，共436套住宅受损，142人流离失所，只能暂时住进应急避难所。该国各地因暴雨引发多起泥石流和洪灾，导致交通和公共服务网络受阻。
巴巴多斯布里奇敦的机场在达尼埃尔经过期间测得时速64公里阵风。该国一艘海岸警卫队船只在格林纳丁斯南部的礁石上搁浅，所幸之后获救。风暴雨带还掠过千里达及托巴哥，产生1.2米深的洪水，引发27起山体滑坡，还有四座桥梁被毁。该国遭受的破坏总额估计为800万特立尼达和多巴哥元（相当于同年的120万美元）。